# Persicaria akakiensis
Persicaria akakiensis är en slideväxtart som först beskrevs av Cufodontis, och fick sitt nu gällande namn av Sojak. Persicaria akakiensis ingår i släktet pilörter, och familjen slideväxter. Inga underarter finns listade i Catalogue of Life.